# سيد بشير أحمد
سيد بشير أحمد (بالإنجليزية: Syed Bashir Ahmad)‏ هو سياسي هندي، ولد في 2 يناير 1952 في بولواما في الهند. نشط حزبياً في المؤتمر الوطني الهندي. وقد انتخب عضو الهيئة التشريعية في جامو وكشمير ‏.